# بوژه (استان وارمی-ماسوری)
بوژه (به لهستانی:  Boże) یک روستا در لهستان است که در گمینا مرانگووو واقع شده‌است.